# Falltorweg 4 (Buchschlag)

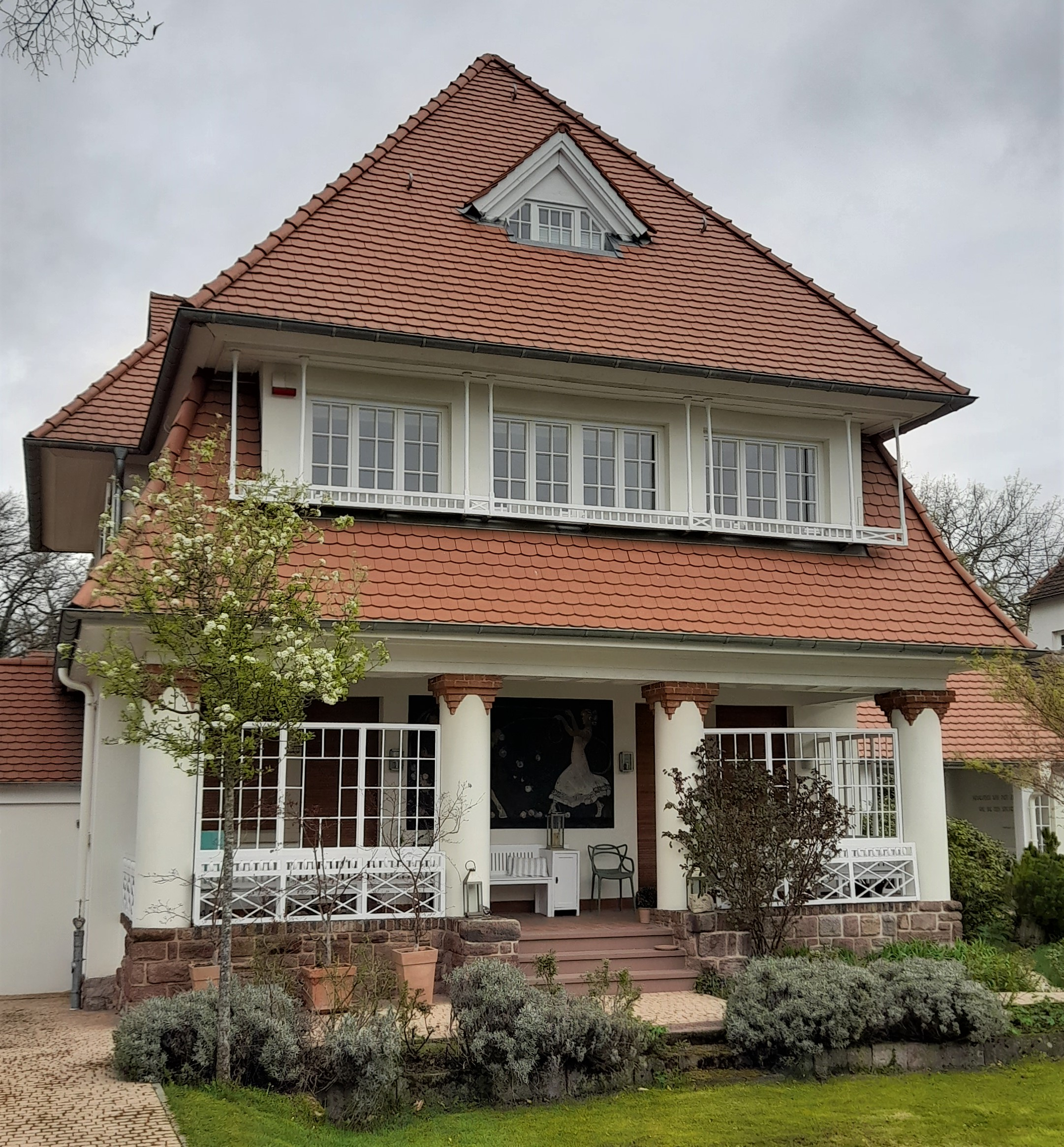
Gebäude Falltorweg 4 in Buchschlag

Das Gebäude Falltorweg 4 in Buchschlag, einem Stadtteil von Dreieich im südhessischen Landkreis Offenbach, wurde 1908/09 errichtet. Das Landhaus in der Villenkolonie Buchschlag ist ein geschütztes Kulturdenkmal.
Die Villa wurde für den Darmstädter Architekten Wilhelm Koban (1885–1961) nach eigenen Plänen errichtet. Der Grundriss wird beherrscht durch die große Wohndiele mit Kamin und die äußere Erscheinung durch das hohe Mansard-Zeltdach mit Gauben und neuartigem Fensterband. 
Details wie die Wandbemalung der offenen Veranda, die von der Frau des Architekten stammt, sind vom Darmstädter Jugendstil inspiriert. Als Motiv wird eine junge Frau dargestellt, die versucht, mit einem langen Band einen Jüngling einzufangen. Die Figuren sind antikisierend gekleidet und die Szene wird von Rosenblüten dekoriert.
Im Jahr 1927 zog der Schauspieler Theo Lingen mit seiner Frau Marianne Zoff und deren Tochter Hanne (Vater war Bertolt Brecht) für ein Jahr in das Haus. Brecht war dort mehrmals Gast. 
Ab 2009 wurde das Gebäude umfassend renoviert. Die Villa ist mit dem benachbarten Doppelhaus Nr. 6/8 durch einen überdachten Laubengang verbunden.